# CB Bank
Die CB Bank GmbH ist eine bundesweit tätige Spezialbank mit Schwerpunkten im Factoring für kleine und mittelständische Unternehmen, der Refinanzierung von Leasinggesellschaften, im Konsumentenkreditgeschäft und diversen Sonderfinanzierungen. Sie ist ein Tochterunternehmen der VR-Bank Ostbayern-Mitte eG und hat wie diese ihren Sitz in der bayerischen kreisfreien Stadt Straubing.

## Geschichte
Die heutige CB Bank GmbH wurde am 18. November 1971 als VOBA Finanzierungs-Gesellschaft mbH gegründet. Mit Eintragung vom 2. Januar 1986 wurde die Firmierung in CB Credit - Bank GmbH geändert. Letztmals mit Eintragung vom 3. Januar 2011 änderte sich die Firmierung auf den heutigen Namen. Gesellschafter der Bank ist die VR-Bank Ostbayern-Mitte eG.

## Rechtsverhältnisse
Die CB Bank GmbH ist im Handelsregister beim Amtsgericht Straubing unter HRB 9069 eingetragen.

## Sicherungseinrichtung
Die CB Bank GmbH ist der amtlich anerkannten Sicherungseinrichtung des Bundesverbandes der Deutschen Volksbanken und Raiffeisenbanken GmbH und der zusätzlichen freiwilligen Sicherungseinrichtung des Bundesverbandes der Deutschen Volksbanken und Raiffeisenbanken e.V. angeschlossen.